# Alianza en Jesús por María
Alianza en Jesús por María es un instituto secular femenino de derecho pontificio fundado por el sacerdote secular Antonio Amundarain Garmendia el 2 de febrero de 1925 en San Sebastián, España.

## Historia
La aprobación diocesana fue el 10 de julio de 1928 por el obispo de Vitoria. 
El 2 de febrero de 1950, fue la aprobación de la Alianza en Jesús por María como Instituto Secular a tenor de la Constitución Apostólica Provida Mater Ecclesia. La Alianza se halla presente, se puede decir, en toda la geografía española. 
El 25 de diciembre de 1963 la Santa Sede aprobó la Alianza en Jesús por María como Instituto Secular de DERECHO PONTIFICIO.
Este Instituto es miembro de la Conferencia Mundial de Institutos Seculares (CMIS) y de la Conferencia Española de Institutos Seculares (CEDIS).

## Organización
Los miembros de este Instituto siguen las palabras de su fundador:“Se puede ser santo en el hogar, en el taller, en la oficina, en la escuela…es posible vivir el Evangelio en el mundo, ser una prolongación de Jesucristo”.

Carisma: “La Alianza es la vocación de la virginidad, y, en la virginidad, la perfección evangélica, y, en ésta, el amor más ardiente y más puro a Cristo Jesús” (Padre Fundador). Este es nuestro carisma en la Iglesia, una experiencia del Espíritu Santo que nos configura real y progresivamente con Cristo en el misterio de su virginidad. Por eso, respondiendo a una especial vocación, nos comprometemos a vivir esa misma virginidad de Cristo, entendida en sentido teológico: amando como Él, con amor total, divino y humano, personal e inmediato al Padre y a todos los hermanos, renunciando a toda mediación y polarización en el amor.(Constituciones n.º 3).

Misión: En fidelidad a nuestra identidad carismática, nuestra misión es reflejar y proyectar la virginidad de Cristo y de María orando, suscitando, alentando y promoviendo, con todos los medios a nuestro alcance, principalmente con el testimonio de nuestra vida virgen, el amor gratuito y personal, y la verdadera pureza, que son las dimensiones más profundas de la virginidad, en todos los estados de vida. Y, en cada uno, conforma a su propia vocación. (Constituciones n.º 4)
La Alianza en Jesús por María está presente en Alemania, Argentina, Bolivia, Ecuador, España, Estados Unidos, Italia, Portugal, Puerto Rico, México y República Dominicana.